# Natan Karczmar
 (février 2023).
Si vous disposez d'ouvrages ou d'articles de référence ou si vous connaissez des sites web de qualité traitant du thème abordé ici, merci de compléter l'article en donnant les références utiles à sa vérifiabilité et en les liant à la section « Notes et références ».

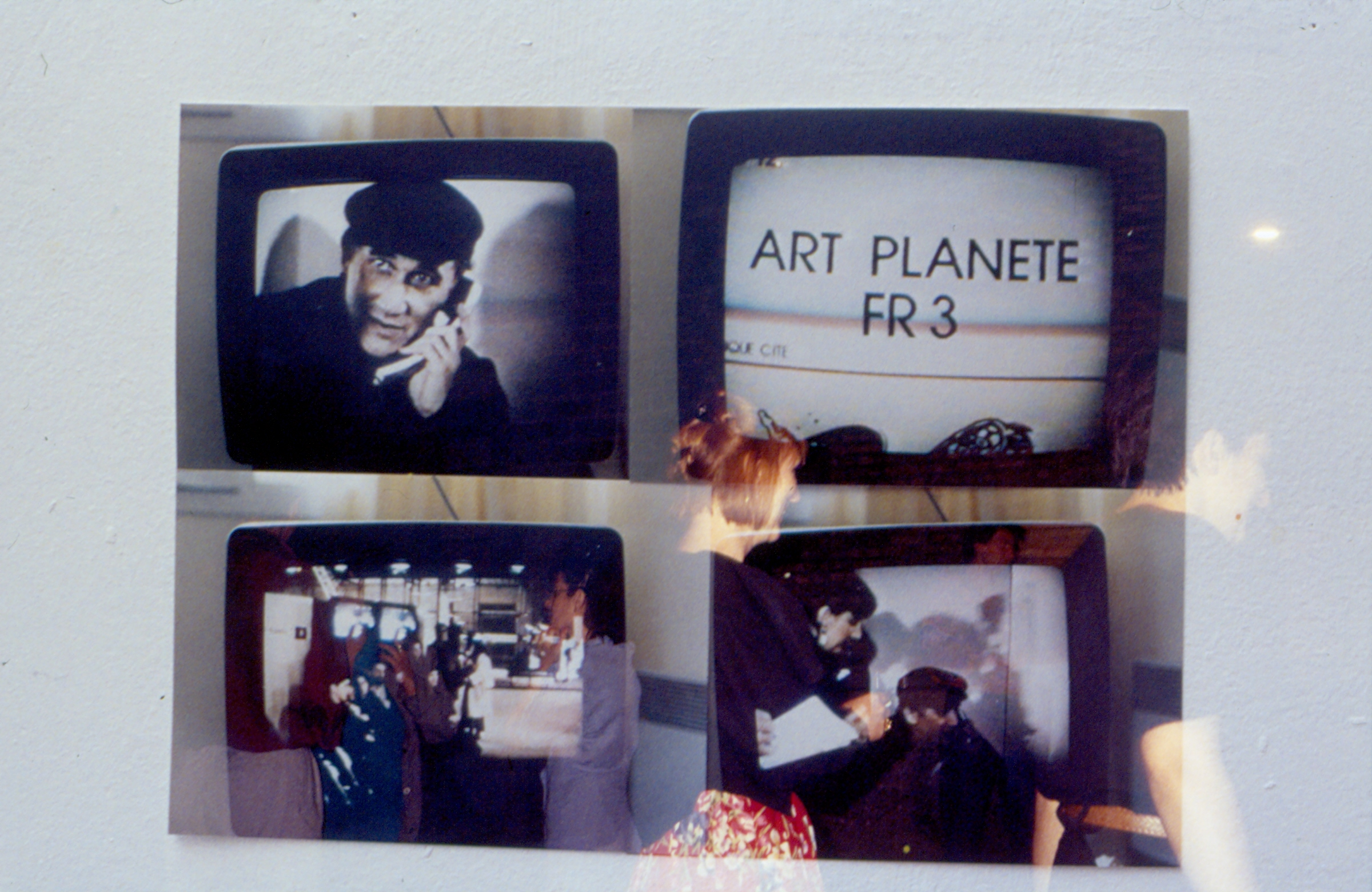
Natan Karczmar. Pavillon Art Planète. L’Europe des Créateurs. Grand Palais. Paris, 1989.

Natan Karczmar, né à Paris le 3 janvier 1933, est organisateur culturel dans le domaine du théâtre et de la diffusion de l'art, principalement en France, au Canada et en Israël. Il est également peintre et photographe ainsi qu'artiste en « art de la communication ».

## Biographie
Natan Karczmar naît le 3 janvier 1933 à Paris.

## Organisateur

### Centre canadien d'essai
En 1962, Natan Karczmar fonde le théâtre du Centre canadien d'essai.

### Édition
En 1967, Natan Karczmar rédige un avant-propos pour un ouvrage sur la sculpture canadienne à l'occasion de l'Exposition universelle Terre des Hommes à Montréal.
La première présentation du Musée interactif a lieu en 1989, au Pavillon Art Planète.

## Artiste

### Peintre et photographe
À partir de 1969, Natan Karczmar s'adonne à la peinture et expose des œuvres non figuratives à la Galerie Entremonde en 1970 à Paris et à la Center Art Gallery à New-York.